# خليفة الكوس
خليفة الكوس (مواليد 23 مايو 2002 في البحرين) هو لاعب كرة قدم بحريني يجيد اللعب في مركز الوسط المحوري. يلعب حاليا لصالح المحرق الذي ينافس في الدوري البحريني الممتاز منذ 2021.